# Club de Cuervos
Club de Cuervos é uma série mexicana de comédia dramática criada e dirigida por Gaz Alazraki e Mike Lam. Sua primeira temporada, lançada e produzida pelo serviço de streaming Netflix, conta com 13 episódios e foi lançada em 7 de outubro de 2015. É a primeira série original em idioma espanhol lançada pela Netflix.

## Trama
A série conta a história de um casal de irmãos em conflito pela presidência de um time de futebol, Los Cuervos de Nuevo Toledo, no México.
Nessa disputa entre os irmãos, Chava sai vitorioso conquistando a presidência do clube, porém utilizando as palavras de Isabel.
No decorrer da primeira temporada a história gira nas tentativas de Isabel para adquirir a presidência do clube, mesmo que ela tenha que acabar com a reputação de seu irmão.
"A série fala sobre o que acontece quando pessoas normais, como você e eu, têm poder demais", disse o protagonista da série, Luis Gerardo Méndez.

## Elenco

### Principais
| Ator                 | Personagem                    |
| -------------------- | ----------------------------- |
| Luis Gerardo Méndez  | Salvador "Chava" Iglesias Jr. |
| Mariana Treviño      | Isabel Iglesias               |
| Stephanie Cayo       | Mary Luz Solari               |
| Daniel Giménez Cacho | Felix Domingo                 |
| Ianis Guerrero       | Moisés Suárez                 |
| Antonio de la Vega   | Rafael Reyna                  |

### Recorrentes
| Ator                   | Personagem       |
| ---------------------- | ---------------- |
| Claudia Vega           | Vanessa Iglesias |
| Juan Pablo de Santiago | Tony             |
| Eileen Yañez           | Ximena Suárez    |
| Gutenberg Brito        | Rio              |
| Said Sandoval          | Cual             |
| Joaquín Ferreira       | Potro            |
| Andrés Pardave         | Gobernador       |
| Gustavo Ganem          | Tio Luis         |

### Participações especiais
| Ator             | Personagem          |
| ---------------- | ------------------- |
| Arap Bethke      | Juan Pablo Iglesias |
| Emilio Guerrero  | Goyo                |
| Jesús Zavala     | Hugo Sánchez        |
| Richie Mestre    | Guillo              |
| Mark Alazraki    | Cronista Malo       |
| Alosian Vivancos | Aitor Cardoné       |
| Ricardo Polanco  | Pollo               |
| Carlos Bardem    | Eliseo Canales      |

## Episódios

### Primeira temporada
| # | Título                              | Direção       | Exibição            |
| --- | ----------------------------------- | ------------- | ------------------- |
| 1 | "Seja um Capitão"                   | Gary Alazraki | 7 de agosto de 2015 |
| Depois de uma tragédia familiar, o playboy Chava e sua incansável irmã Isabel disputam a presidência do clube de futebol profissional que era controlado pelo pai. |                                     |               |                     |
| 2 | "Nós Fazemos Sabão"                 | Gary Alazraki | 7 de agosto de 2015 |
| Enquanto Isabel experimenta a vida longe do Cuervos, Chava e Felix se esforçam para impedir um desastre com a imagem do clube.                                     |                                     |               |                     |
| 3 | "Resposta Uniforme"                 | Gary Alazraki | 7 de agosto de 2015 |
| Enquanto Chava tenta deixar sua marca no clube, Isabel investiga o passado de Mary Luz. Tony tenta convencer o treinador Goyo a deixá-lo jogar.                    |                                     |               |                     |
| 4 | "Bofetada"                          | Gary Alazraki | 7 de agosto de 2015 |
| Chava trava uma disputa com o treinador Goyo. Isabel tem dificuldades para fazer negócios com um patrocinador sexista.                                             |                                     |               |                     |
| 5 | "Barreiras para Sair"               | Gary Alazraki | 7 de agosto de 2015 |
| Felix estuda a proposta de uma equipe rival, Chava tenta impressionar uma repórter, e Isabel forma uma nova amizade.                                               |                                     |               |                     |
| 6 | "Sortudo"                           | Gary Alazraki | 7 de agosto de 2015 |
| Enquanto os jogadores se preparam para o jogo mais importante do ano, Rafael contempla a aposentadoria que se aproxima.                                            |                                     |               |                     |
| 7 | "Nosso Guggenheim"                  | Gary Alazraki | 7 de agosto de 2015 |
| Felix inicia o planejamento da equipe para a próxima temporada, mas Chava tem algumas ideias diferentes.                                                           |                                     |               |                     |
| 8 | "Aitor"                             | Gary Alazraki | 7 de agosto de 2015 |
| Um documentário mostra os bastidores da chegada do superastro europeu Aitor Cardone aos Cuervos.                                                                   |                                     |               |                     |
| 9 | "Febre Espanhola"                   | Gary Alazraki | 7 de agosto de 2015 |
| Chava pega carona na fama de Aitor. Moises começa a se sentir inseguro sobre sua posição na equipe, e Isabel precisa enfrentar as consequências de sua entrevista. |                                     |               |                     |
| 10 | "Estrelismo"                        | Gary Alazraki | 7 de agosto de 2015 |
| A presença de Aitor causa um desequilíbrio na equipe. Isabel sente os efeitos do seu afastamento, e o ciúme de Potro segue causando problemas.                     |                                     |               |                     |
| 11 | "Empurra"                           | Gary Alazraki | 7 de agosto de 2015 |
| Felix precisa treinar a equipe por conta própria, mas um novo membro desvia a atenção de Chava.                                                                    |                                     |               |                     |
| 12 | "Feliz Aniversário, Sr. Presidente" | Gary Alazraki | 7 de agosto de 2015 |
| Um escândalo com Aitor estraga o aniversário de Chava, e Isabel aproveita uma oportunidade.                                                                        |                                     |               |                     |
| 13 | "Iglesias vs. Iglesias"             | Gary Alazraki | 7 de agosto de 2015 |
| A rivalidade de Chava e Isabel aumenta enquanto o time encara o seu maior desafio.                                                                                 |                                     |               |                     |

## Produção
Moises Chiver, Leonardo Zimbron e Monica Vargas foram os responsáveis pela produção da série. Em 14 de janeiro de 2015, a Netflix anunciou que a série seria gravada em terras mexicanas e que começariam no mesmo dia. O primeiro trailer foi divulgado em 13 de julho de 2015.